# غويليرمي دي كاسيو ألفيس
غويليرمي دي كاسيو ألفيس (بالبرتغالية: Guilherme de Cássio Alves‏) هو مدرب كرة قدم ولاعب كرة قدم برازيلي في مركز الهجوم، ولد في 8 مايو 1974 في ساو باولو في البرازيل. شارك مع منتخب البرازيل لكرة القدم. أما مع النوادي، فقد لعب مع أتلتيكو مينيرو وبوتافوغو ريغاتاس ورايو فايكانو وغريميو بورتو أليغرينزي ونادي الاتحاد ونادي ساو باولو ونادي فاسكو دا غاما ونادي كروزيرو ونادي كورينثيانز.

## وصلات خارجية
- غويليرمي دي كاسيو ألفيس على موقع الاتحاد الأوربي (الإنجليزية)
- غويليرمي دي كاسيو ألفيس على موقع قاعدة بيانات كرة القدم.إي يو (الإنجليزية)
- غويليرمي دي كاسيو ألفيس على موقع ناشيونال فوتبول تيمز (الإنجليزية)
- غويليرمي دي كاسيو ألفيس على موقع Soccerway.com (الإنجليزية)